# Bart van der Leck
Bart van der Leck (Utrecht, 26 november 1876 – Blaricum, 13 november 1958) was een Nederlands kunstschilder en vormgever.

## Leven en werk

Architype Van der Leck is een geometrisch sans-serif lettertype gebaseerd op het in 1941 door Van der Leck ontworpen lettertype

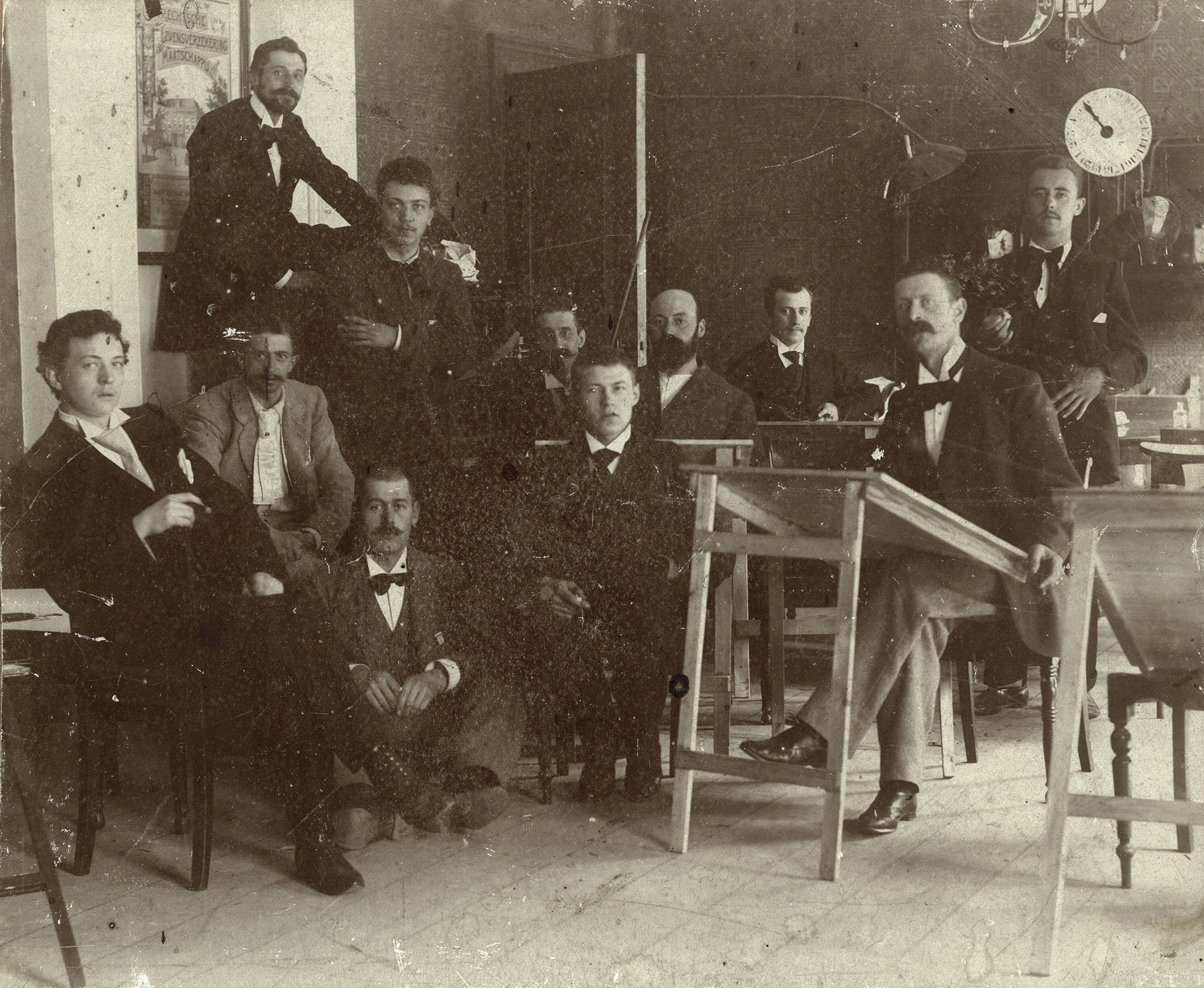
Bart van der Leck (linksvoor) op een bijeenkomst van het Genootschap Kunstliefde (Utrecht, 1897)

Bart van der Leck werd geboren als zoon van een huisschilder in Utrecht. Toen hij 15 jaar was werkte Van der Leck in de jaren 1890 in enkele Utrechtse glasschilderateliers, waar hij tegelijkertijd zijn opleiding ontving. Hij begon hiermee zijn carrière, als arbeiderskind, in de ambachtelijke toegepaste kunst.
In Amsterdam begon hij met het bestuderen van schilderijen. Zijn vroege werk werd onder andere beïnvloed door de art nouveau en het impressionisme. Met architect Piet Klaarhamer, met wie hij een atelier deelde aan de Herenstraat 19 te Utrecht, verzorgde hij als illustrator en boekbandontwerper een in 1905 in steendruk uitgevoerde uitgave van Het Hooglied van Salomo. Klaarhamer kalligrafeerde de tekst direct op steen en Van der Leck ontwierp de illustraties.
In 1914 accepteert Van der Leck een dienstverband bij de gebouwendienst van de firma Müller & Co in Den Haag. Deze firma had Helene Kröller-Müller van haar vader geërfd. Na een studiereis naar de ertsmijnen in Algerije en Spanje vervaardigde hij het glas-in-loodraam Het mijnbedrijf voor het Haagse hoofdkantoor. In dezelfde tijd ontwierp hij het affiche voor de Batavier lijn Rotterdam-Londen. Hierin herkent men de invloed van de oud-Egyptische kunst, waarbij mensen deels frontaal en deels en profiel zijn afgebeeld.
In 1915-16 ontstaat o.a. het schilderij Havenarbeid waarbij, naast zwart, alleen de ongemengde primaire kleuren geel, rood en blauw zijn gebruikt. Ook hier herkent men de oud-Egyptische invloed in de weergave van personen. Het rode paard echter is een geheel nieuw element. Dit was een begin van een eigen stijl, die bestaat uit gestileerde en vereenvoudigde vormen, zonder perspectief, geschilderd in uitsluitend primaire kleuren. Ondanks deze abstrahering van de onderwerpen was het nog steeds mogelijk om bijvoorbeeld een vrouw die naar de markt gaat te herkennen.
In 1916 schildert Van der Leck De Storm  in olieverf op doek, waarin net als in Havenarbeid grote vlakken in de primaire kleuren in combinatie met zwart en wit worden gebruikt. Het schilderij geeft een beeld van het zware bestaan van vissers, het eeuwige gevecht van de mens tegen de natuur, waarvan de visvangst op zee een klassiek voorbeeld is. In het schilderij herkennen we een woeste hoge zee waarop een vissersboot uitvaart met daar tegenover twee vissersvrouwen aan de voet van het duin. Zowel de boot als de vrouwen tornen op tegen de storm. Zowel H.P. Bremmer  als Dr. Rudi Oxenaar stellen dat De Storm en Havenarbeid monumentale schilderijen zijn die kunnen worden opgevat als wandschilderingen.

### De Stijl
In Nederland was er in de jaren van de Eerste Wereldoorlog een groepje kunstenaars bezig met (geometrische) abstracte, onder wie Piet Mondriaan en Theo van Doesburg. Deze waren daarom erg geïnteresseerd in het werk van Van der Leck. In 1916 ontmoette Van der Leck Mondriaan voor het eerst en in 1917 werd hij door Van Doesburg uitgenodigd om voor De Stijl te schrijven. Omdat Van der Leck in zijn schilderijen lijn en vlak nog duidelijker van elkaar scheidde, en de 'voorstelling', voor zover die nog aanwezig is, nog verder 'deconstrueert', oefende hij zelfs invloed uit op de ontwikkeling van Mondriaan (zie Compositie in lijn, 1916-1917) en Van Doesburg (zie Ritme van een Russische dans, 1918). Voorjaar 1918 verliet Van der Leck de groep echter vanwege een artistiek meningsverschil met Van Doesburg en Mondriaan over het gebruik van vlakken en (diagonale) lijnen. Ook nam hij het op voor zijn vriend Peter Alma, over wiens werk Van Doesburg een negatieve recensie schreef in De Stijl. Van der Leck keerde vervolgens terug naar zijn vroegere figuratieve stijl, waarin hij onderwerpen in geometrische vormen vertaalde.

### Kröller-Müller
Deze koerswijziging zorgde ervoor dat Van der Leck, anders dan Mondriaan en Van Doesburg, niet uit de gratie viel bij de kunstpedagoog H.P. Bremmer. Van der Leck werd gedurende lange tijd (1912-1945) door hem gesponsord en Bremmer verkocht veel werk van Van der Leck door aan zijn leerlinge Helene Kröller-Müller, waardoor het huidige Kröller-Müller museum over een aanzienlijke collectie Van der Lecks beschikt. In 1919/1920 mocht hij delen van het interieur van het door Berlage in opdracht van de familie Kröller-Müller gebouwde Jachthuis Sint-Hubertus ontwerpen. Dit ging echter niet zonder slag of stoot. Hij verweet Berlage dominant gedrag en eiste van hem de toegepast kunstenaar gelijkwaardig aan de architect te zien.

### Metz en Co.
In de jaren '20 ging hij ook patronen voor stoffen ontwerpen en in de jaren 30 en 40 hield hij zich bezig met binnenhuisarchitectuur en keramiek. Van der Leck was naast schilder ook toegepast kunstenaar. Hij maakte ontwerpen voor vazen, tegels, borden, affiches, tapijten en letters.

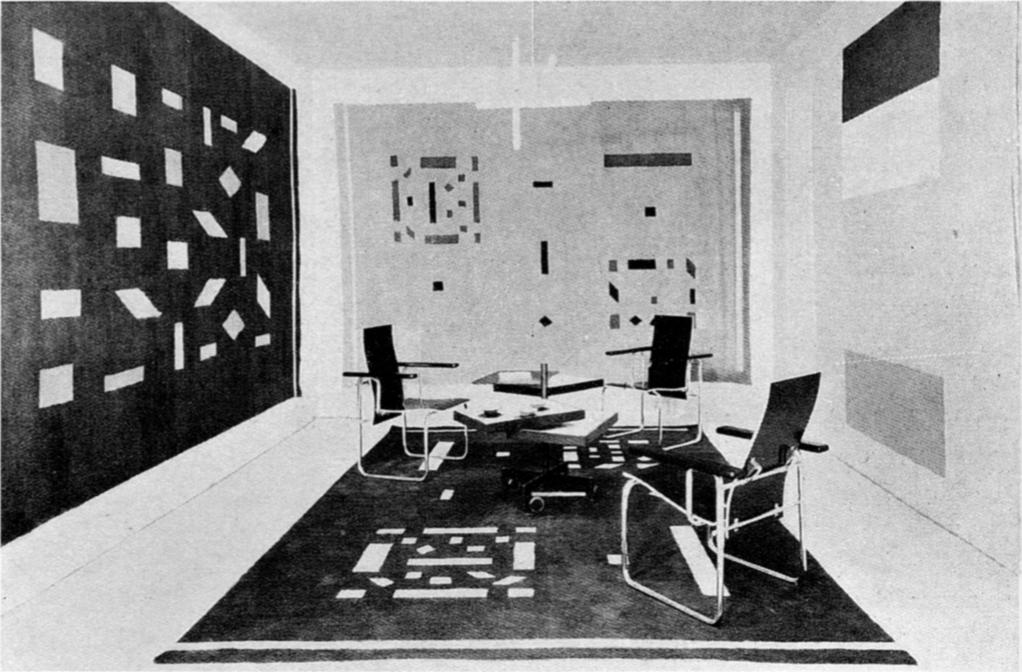
Metz & Co. showroom met behangpapier en wandtapijten van Bart van der Leck en Huszár en meubels door Gerrit Rietveld. (Mobilier et Décoration, volume 10, no. 7 (juli 1930)

Van der Leck ontwikkelde zijn eigen kleurschema, hij gebruikte voornamelijk de primaire kleuren rood/geel/blauw, maar ook grijs op een witte ondergrond. Zijn gehele palet bestaat uit twee soorten grijs, een heel licht parelgrijs, en een donker haast grafietgrijs, en de kleuren oranje-rood, hemelsblauw en een helder geel. Soms vindt men de kleur groen terug, een 'secundaire' kleur, een kleur die volgens de regels van De Stijl vermeden diende te worden. Dit kleurenschema, voornamelijk gebruikt en ontwikkeld in zijn grafiek en schilderkunst, vindt men ook terug als stoffering en als kleurstelling van deuren en betimmeringen in Huis Sonneveld, de tegenwoordige dependance van het Nederlands Architectuurinstituut in Rotterdam, dat door Gispen en Metz & Co is gemeubileerd. Metz & Co. was namelijk kort opdrachtgever van Van der Leck. In de jaren dertig ontwikkelde hij een nieuwe collectie van bij elkaar passende kleuren voor bepaalde meubel- en gordijnstoffen en tapijten voor Metz & co. In het filiaal van Metz & Co. in Den Haag is een voorbeeld interieur geëtaleerd geweest, met de nieuwe kleurstellingen van Bart van der Leck. De kleuren konden onbeperkt met elkaar gecombineerd worden, zonder het gevaar dat de kleuren onderling zouden 'vloeken'. Volgens mondelinge overlevering zou Van der Leck de standaardkleuren voor Gispen hebben ontworpen. In de stalen wandmeubels van Gispen uit de jaren 50 komen de vijf Van der Leck hoofdkleuren weer terug.
Ook werkte Van der Leck aan het interieur van het huis van zijn dochter en schoonzoon, het echtpaar Schöne-van der Leck. Dit huis in Blaricum uit 1953 van architect Piet Elling staat nu bekend als Villa Schöne en is een Rijksmonument. De opdrachtgever voor de bouw, de heer O. Schöne, overleed in 2004. Zijn familie heeft het nadien verkocht. Het huis is het meest gave voorbeeld van de architectonische schilderwerken van Bart van der Leck.
De hedendaagse beeldhouwer Aart Schonk is de kleinzoon van Bart van der Leck.

## Werk

### Schilderijen
- Portret van een oude vrouw. 1906. Olieverf op doek. 58 × 46 cm. 's-Gravenhage, Gemeentemuseum Den Haag.[8]
- Uitgaan van de fabriek. 1910. Olieverf op doek. 120 × 140 cm. Rotterdam, Museum Boijmans Van Beuningen.
- Ploegen. 1913. Olieverf op doek. 54 x 76 cm. Laren, Singer museum Laren.
- Op het perron. 1913. Caseïneverf op eterniet op triplex gemonteerd. 60 × 111 cm. Utrecht, Centraal Museum (inventarisnummer 11287).[9]
- De kat. 1914. Caseïneverf op eternier. 37 × 29 cm. Otterlo, Kröller-Müller Museum.[10]
- Havenarbeid, 1915-16, olieverf op doek. 91x242 cm, Otterlo, Kröller-Müller Museum.[4]
- Moeder met kind, 1921, olieverf op doek. 91x242 cm, Otterlo, Kröller-Müller Museum.[11]
- Takshond. 1915. Caseïneverf op eterniet (asbestbeton). Otterlo, Kröller-Müller Museum (?).[12]
- Inladen van een schip. 1915.[13]
- Batavier-Line, Rotterdam-London. Circa 1916. Lithografie. 75,9 × 111,8 cm. New York, Museum of Modern Art.[14]
- Dokwerkers. 1916. Olieverf op doek. 89 × 240 cm. Otterlo, Kröller-Müller Museum.
- De storm. 1916. Olieverf op doek. 118 × 159 cm. Otterlo, Kröller-Müller Museum.[15]
- Compositie 1916 no. 4. 1916. Olieverf op doek. Otterlo, Kröller-Müller Museum.[16]
- Compositie 1917 no. 5. Olieverf op doek. 59,1 × 147 cm. Privéverzameling.[17]
- Compositie 1917 no. 3 (uitgaan van de fabriek). Olieverf op doek. 95 × 102 cm. Otterlo, Kröller-Müller Museum.
- Compositie 1917 no. 4 (uitgaan van de fabriek). Olieverf op doek. Otterlo, Kröller-Müller Museum.[18]
- Compositie 1918 no.5. 1918. Wijhe, Kasteel het Nijenhuis.[19]
- Compositie 1918. 1918. Olieverf op doek. 54,3 × 42,5 cm. Londen, Tate Modern.[20]
- Bloeiend boompje I. 1921. Olieverf op doek. 28,3 × 44,3 cm. Otterlo, Kröller-Müller Museum.[21]
- Maria met kind. 1921. Olieverf op doek. 80 × 62 cm. Otterlo, gemeente museum Den Haag Museum.[22]

### Grafiek
- Bart van der Leck & P.J. Klaarhamer. Het Hooglied van Salomo. Verlucht en versierd door B.A. v.d. Leck en P.J.C. Klaarhamer. Amsterdam, W. Versluys, 1905 gedrukt in 300 exemplaren.

### Glas-in-lood
- Het mijnbedrijf, 1914-15, glas-in-lood, 342x192,5 cm, Otterlo, Kröller-Müller Museum[2]

### Typografie
- Affiche Batavier-lijn Rotterdam-Londen, 1914-16, litho op papier, 72,5x110 cm, Otterlo, Kröller-Müller Museum[3]
- Logo van de firma Metz & Co. Jaren '30.

### Tapijt
- Tapijt. Afgebeeld in Bouwkundig Weekblad Architectura, [55e jaargang], nummer 43 (27 oktober 1934), p. 458.[23]

## Eerbetoon
In diverse Nederlandse steden zijn straten of pleinen naar Van der Leck vernoemd.